# ジョン・ブラウニング
ジョン・ブラウニング（John Browning, 1933年5月23日 - 2003年1月26日）は米国のピアニスト。抑制の効いた優美な演奏様式と、バッハやスカルラッティの洗練された解釈、米国の作曲家サミュエル・バーバーとの協力関係によって名高い。

## 略歴
音楽好きの両親のもとにコロラド州デンヴァーに生まれる。5歳からピアノを始め、10歳でデンヴァー交響楽団と共演してデビューする。1945年に家族とともにカリフォルニア州ロサンジェルスに転居。同地のオクシデンタル・カレッジに2年間在籍した後、1950年にジュリアード音楽院に入学。1955年にニューヨーク市レーヴェントリット国際コンクールに優勝し、1956年にニューヨーク・フィルハーモニー管弦楽団と共演して、プロのピアニストとしてデビューする。
1962年、リンカーンセンターのこけら落としに、バーバーが自分のために書き下ろした《ピアノ協奏曲》（ピュリッツァー賞受賞作品）を初演する。1991年にレナード・スラットキン指揮セントルイス交響楽団と共演して再録した同作のCD（RCAビクター・レーベル）は、グラミー賞を授与された。1993年には、ミュージック・マスターズ・レーベルへのバーバーのピアノ曲集の録音により、2度目のグラミー賞を獲得している。
2003年、ウィスコンシン州シスターベイで心臓発作により死去した。

## 演奏活動
ブラウニングは、ヴァン・クライバーンら同世代のアメリカ人ヴィルトゥオーゾと競合関係にあったものの、慌しい演奏活動を繰り広げ、 1つのシーズンに100回の演奏会をこなすことさえあった。また、現代アメリカ人作曲家の作品に取り組み続けたが、その眼鏡にかなった作品はかなり少なかった。
1970年代になるとスケジュールを緩めた。後に述懐したところによると、過労で体調を崩していたという。1980年代は活動が停滞気味だったが、1990年代になって復活を果たした。2002年4月にナショナル・ギャラリーで公開演奏を行い、翌5月に合衆国最高裁判所で招待客の前で演奏したのが生涯最後の演奏活動となった。